# 选择性销售税
选择性销售税（Selective Sales Taxes），也称特殊货物税、特许权税、货物税、工商稅，是指对一定范围商品所课征的特殊销售税。其中包括三个主要类别：奢侈税（Luxury Excises）、限制消费税（Sumptuary Excises）及利益相关税（Benefit-based Excise）。政府基于一定财政及公共目的而对一些特殊类型的商品及服务征收的特殊税种。

## 分类

### 奢侈税
奢侈税是指对显著具有特定能力的群体，就其购买及使用特殊税收的消费品而征收的高额税。其包括购买珠宝、游艇、豪华轿车。其主要为累进税。在美国，基于1990年的综合预算调解法案，美国联邦政府负责对该类商品征收该税奢侈税。

### 限制消费税
限制消费税旨在对一些有害商品征收高额税收，其主要包括烟草和酒精。但是由于该种税收的方式通常没有弹性，其导致对该种税收是否真正达到不鼓励消费的质疑（比如吸烟者通常不会因为这种税收而导致戒烟）。在美国，限制消费税通常为累退税，其原因主要为：低收入人群选用高质量酒精或烟草的趋势较高收入人群而言更强；基于此类税种为单位税（而非价值税），而其中产品的含量会有变化（比如产品中的酒精和烟草的含量）。
在一些国家和地区，被视为合法的赌博、性交易、枪支交易通常被征收高额的限制消费税。

### 利益相关税
此类税种为特殊利益群体而征收的税收，其假设为对一些产生特别类型服务的特定人群而征收的税费，并且此类消费所产生的税应当归于财政而非特别的服务中，比如摩托车燃油税、飞机燃油税。